# The Un-Americans
The Un-Americans (ursprünglich bekannt als The Anti-Americans) waren ein schurkisches Professional-Wrestling-Stable der World Wrestling Entertainment (WWE), das von 2002 bis 2003 aktiv war. Das Stable bestand ursprünglich aus drei kanadischen Wrestlern: Lance Storm, Christian und Test. Gegen Ende des Bestehens der Un-Americans wurde das Trio durch den britischen Wrestler William Regal ergänzt. Die Gruppe gewann dreimal die World Tag Team Championship.
Wie der Name schon andeutet, unterschieden sich die Anti-Americans von früheren Inkarnationen des Team Canada, einem Stall, dem Storm angehörte, dadurch, dass sie eher anti-amerikanisch als pro-kanadisch eingestellt waren. Daher war das Emblem des Stalls auch nicht die kanadische, sondern eine auf dem Kopf stehende amerikanische Flagge.

## Geschichte
Die Un-Americans wurden im Juni 2002 bei SmackDown! von dem Kanadier Lance Storm gegründet, der bei World Championship Wrestling (WCW) ein ähnliches Stable mit dem Namen Team Canada geleitet hatte. Storm behauptete, dass World Wrestling Entertainment (WWE) jahrelang Kanadier diskriminiert habe, und führte als Beispiel den Montreal Screwjob an. Christian (der seit dem Zerfall der WCW/ECW-Allianz regelmäßig mit Storm zusammenarbeitete) und Test, ebenfalls Kanadier, schlossen sich noch im selben Monat dem aufstrebenden Stall an. Das Stable wurde kurz darauf in „The Anti-Americans“ umbenannt.
Im Vorfeld der Gründung der Gruppe hatte jedes Mitglied eine Niederlage im Fernsehen erlitten, die durch die Unfähigkeit des Schiedsrichters, der das Match leitete, entschieden wurde. Storm verlor ein Tag-Team-Match, als er seinen Gegner Billy Kidman mit einem Bridging German Suplex festhielt. Storm drückte versehentlich seine eigenen Schultern auf die Matte, was den Ringrichter dazu zwang, einen Pinfall für beide Männer zu zählen. Storm schaffte es, seine Schulter von der Matte zu heben, bevor Kidman es tat, aber der Ringrichter sah dies nicht und sprach Kidmans Team den Sieg zu. In den folgenden Wochen wurden Christian und Test von ihren Gegnern in Matches gepinnt, bei denen der Schiedsrichter nicht sah, dass sie die Ringseile berührten (wodurch der Pin-Versuch ungültig wurde).
Im Juli begannen The Anti-Americans eine Fehde mit Wrestlern wie Rikishi, dem Kanadier Edge und Hollywood Hulk Hogan. Bei Vengeance am 21. Juli besiegten Storm und Christian Edge und Hogan und gewannen die WWE Tag Team Championship. Unterstützt wurden sie dabei von Chris Jericho, einem weiteren Kanadier, der Mr. McMahon das Match vorschlug und den beiden zum Sieg verhalf, nachdem er Edge mit einem der Gürtel geschlagen hatte. Jericho trat dem Stable jedoch nicht offiziell bei, sondern hatte nur aufgrund einer laufenden Fehde mit Edge geholfen. Ursprüngliche Pläne, so Storm, sahen vor, dass die vier Kanadier eine Gruppe namens „C-4“ gründen sollten, aber die Pläne wurden verworfen, bevor viele Details ausgearbeitet werden konnten. Tatsächlich war Jericho am selben Tag wie das Stable zu RAW gewechselt, schloss sich ihnen aber nicht an, obwohl er manchmal als Partner angesehen wurde (insbesondere bei Christian).
Die Anti-Americans wechselten dann am 29. Juli von SmackDown! zu RAW und begannen sofort eine Fehde mit The Undertaker. Bis zu dieser Nacht war die WWE Tag Team Championship nur bei SmackDown! aktiv. Aber als das Stable zu Raw wechselte, zogen auch die Titel um, was die Schaffung einer zweiten Tag Team Championship erzwang. Zu diesem Zeitpunkt begann Jim Ross, die Gruppe als „The Un-Americans“ zu bezeichnen. Sie begannen eine Fehde mit Booker T und Goldust, die Storm und Christian besiegten, um die WWE Tag Team Championship beim SummerSlam am 25. August zu verteidigen. Später an diesem Abend besiegte der Undertaker Test in einem Einzelmatch.
Ende August und Anfang September versuchten The Un-Americans mehrmals, die amerikanische Flagge zu verbrennen, wurden aber jedes Mal von Booker T, Goldust, Kane und Bradshaw daran gehindert. Mitte September schloss sich der Engländer William Regal dem Stable an. Bei Unforgiven am 22. September verloren The Un-Americans gegen Booker T, Goldust, Kane und Bubba Ray Dudley in einem achtköpfigen Tag Team Match.

Die Un-Americans verwendeten eine auf dem Kopf stehende amerikanische Flagge, wie sie hier zu sehen ist, als Logo

Storm und Christian verloren die WWE Tag Team Championship in der RAW-Folge vom 23. September gegen Kane und The Hurricane. Nach dem Match gaben sich Storm und Christian gegenseitig die Schuld an der Niederlage. Eine Woche später wurden Storm und Christian in Einzelmatches besiegt (von demselben Mann, Randy Orton), und Test und Regal verloren ein Tag Team Match gegen Rob Van Dam und Tommy Dreamer. Die Serie von Niederlagen entzweite The Un-Americans, und der Stable trennte sich in einer Schlägerei.

### Post-Split
Das Stable machte als Tag Team mit Regal und Storm weiter, wobei sie ihre antiamerikanische Einstellung beibehielten, obwohl sie ihre englische bzw. kanadische Herkunft betonten, und gewann zweimal die (umbenannte) World Tag Team Championship.
Sowohl Regal als auch Storm trennten sich im März 2003, nachdem sich Regal während einer WWE-Tournee in Indien einen Herzparasiten zuzog (und das Team damit endgültig auflöste). Sie waren immer noch Champions, als Regal krank wurde und die Titel vakant wurden. Er wurde durch Chief Morley ersetzt, und Morley und Storm holten sich die Titel zurück. Sie gaben die Titel an Kane und Rob Van Dam ab. Morley war nie ein Mitglied der Un-Americans, obwohl Morley Kanadier ist.
In der Zwischenzeit nahm Test Stacy Keibler als Managerin auf und wurde zum Face. Christian schloss sich mit Jericho zusammen und diente ihm als Sidekick und Partner. In der RAW-Episode vom 23. Juni 2003 kamen The Un-Americans (Christian und Test) für eine Nacht wieder zusammen, um gegen Booker T und Scott Steiner anzutreten und zu gewinnen.
Während eines Segments von „The Legends of Wrestling“ – Patriotism kommentierte Michael Hayes, dass jeder bei den Un-Americans Angst vor den „Heat“ hatte, die der Winkel mit sich brachte. Regal war der Einzige, der keine Angst hatte, und deshalb war die Angle nur von kurzer Dauer. Storm hat diese Behauptung später bestritten.
Storm arbeitete für das Unternehmen, bis er sich im April 2004 aus dem professionellen Wrestling zurückzog und Trainer in einer Wrestling-Schule in Calgary wurde. Im Mai 2005 kehrte er für zwei Auftritte zur WWE zurück und kämpfte bei ECW One Night Stand gegen Chris Jericho. 2007 zog er sich erneut zurück und kehrte 2009 in den Sport zurück, bis er 2016 sein letztes Match bestritt. 2019 kehrte er als Produzent zur WWE zurück und wurde am 15. April 2020 von der WWE aufgrund von Budgetkürzungen bei COVID-19 entlassen.
Test blieb bis November 2004 bei der WWE. Er rang für andere Promotions in den Vereinigten Staaten, Nu-Wrestling in Italien und World Series Wrestling in Australien. Im März 2006 kehrte er zur WWE zurück und wurde weniger als ein Jahr später im Februar 2007 entlassen. Danach rang er weiter für andere Wrestling-Promotions. Er starb am 13. März 2009 an einer Überdosis Drogen.
Christian wurde viermaliger Intercontinental Champion und gewann seinen zweiten Titel (den ersten gewann er bei Unforgiven im September 2001, neun Monate vor der Gründung des Stables) beim Judgment Day im Mai 2003. Er blieb bei dem Unternehmen bis November 2005, als er zu Total Nonstop Action Wrestling (TNA) wechselte und zu einem Main Eventer wurde, der 2006 und 2007 zweimal die NWA World Heavyweight Championship gewann. Er verließ TNA im Januar 2009, nachdem sein Vertrag ausgelaufen war, und kehrte einen Monat später zu WWE zurück. Er gewann die ECW Championship und die World Heavyweight Championship jeweils zweimal in den Jahren 2009 und 2011. Nach jahrelangen Gehirnerschütterungen zog er sich 2014 aus dem professionellen Wrestling zurück. Im Jahr 2021 unterschrieb er jedoch bei All Elite Wrestling (AEW).
Regal kehrte im April 2004 zum professionellen Wrestling zurück und war von August 2007 bis Mai 2008 General Manager von RAW. Im Dezember 2013 zog er sich aus dem professionellen Wrestling zurück, bevor er von Juli 2014 bis zu seinem Ausscheiden im Januar 2022 die Rolle des NXT-Managers übernahm. Kurz darauf unterschrieb er bei AEW, bevor er ein Jahr später zur WWE zurückkehrte.

## Titel und Auszeichnungen
- World Wrestling Entertainment
  - World Tag Team Championship (3×) – Christian und Lance Storm (1), William Regal und Lance Storm (2)[27][28]